# Augan
Augan (Gallo Augan, bretonisch Algamⓘ) ist eine französische Gemeinde mit 1.542 Einwohnern (Stand 1. Januar 2022) im Département Morbihan in der Region Bretagne. Sie gehört zum Kanton Guer im Arrondissement Vannes.

## Geografie
Augan liegt 47 Kilometer von Vannes und 83 Kilometer von Lorient entfernt auf einer Höhe zwischen 40 und 144 m über dem Meer. Das Gemeindegebiet wird vom Fluss Oyon durchquert.

## Geschichte
Augan wurde im Jahr 833 zum ersten Mal als Algam erwähnt (835: Alcam, 1179: Algan, 1330: Augon, 1466: Augam, 1630: Oguan).
Die 1825 entdeckte Allée couverte von Roherman liegt östlich von Augan.

## Bevölkerungsentwicklung
| Jahr      | 1962 | 1968 | 1975 | 1982 | 1990 | 1999 | 2008 | 2019 |
| Einwohner | 1393 | 1310 | 1296 | 1302 | 1389 | 1272 | 1405 | 1526 |

## Dialekt
Augan gehört zu dem Gebiet der Bretagne, in dem Gallo gesprochen wurde.

## Sehenswürdigkeiten
- Kirche Saint-Marc-Saint-Joseph
- Allée couverte de la Coudraie